# 復活の日
『復活の日』（ふっかつのひ）は、小松左京が1964年に書き下ろしで発表した日本のSF小説である。また、同作を原作に、（旧）角川春樹事務所とTBSの製作により、1980年6月に東宝系で公開されたSF映画である。英題は“Virus”。

## 概要
空気感染・致死率100パーセントのウイルスと核ミサイルの脅威により人類死滅の危機が迫る中、南極基地で生き延びようとする人々のドラマを描いた作品。バイオテクノロジーによる破滅テーマの本格SFとしては日本ではこれが嚆矢（）になった。執筆当時の香港かぜの流行、東昇の『ウイルス』、カミュの『ペスト』『戒厳令』、西堀栄三郎の「南極には風邪がない」という発言、また冷戦時代の緊張下で同じく人類滅亡を扱ったネビル・シュートの『渚にて』を下敷きとしている。本作で地震について調べたことが、代表作『日本沈没』にもつながったという。そして、福島正実の企画による早川書房の初の日本人SF作家による長編シリーズ「日本SFシリーズ」の第1巻となった。
小松にとっては『日本アパッチ族』（光文社）に次ぐ長編第2作であり、ハードSFの書き下ろしとしては第1作といえる。題名は当初は考えておらず、掲載するに当たって急遽思いついたという。
SF作家の堀晃は、日本のSFのレベルを引き上げたと高く評価した。評論家の石川喬司は、細菌兵器による終末テーマのSFの代表的な作品の一つとして扱っている。
2009年には、新井リュウジによる児童向けのリメイク作品として、『復活の日 人類滅亡の危機との闘い』がポプラ社から出版された（ISBN 978-4-591-11137-6）。大筋では原作のストーリーのままだが、時代を2009年以降の21世紀初頭に移しており、それに伴うものや児童向けを理由とする改変がされているほか、原作のラストからさらに数年後の出来事が追加されている。新井は「児童向けの翻訳」であるとうたっている。
2019年以降の新型コロナウイルス感染症の世界的流行の際、本作の先見性が再評価されている。

## 小説あらすじ

### プロローグ
アメリカ海軍の原子力潜水艦であるネーレイド号は東京湾に入港したが、乗組員たちは多種多様な国籍と人種で構成され、外部空気との接触は固く禁じられている。東京をはじめ沿岸の町々は死屍累々で無人と化しており、乗組員たちの祖国もまた同様だった。

### 第一部 災厄の年
196X年2月、イギリス陸軍細菌戦研究所で試験中だった猛毒の新型ウイルス「MM-88」がスパイによって持ち出される。スパイの乗った小型飛行機は吹雪に遭ってアルプス山中に墜落し、ウイルス保管容器は砕け散る。春が訪れて気温が上昇するとMM-88は大気中で増殖を始め、全世界に広まった。当初は家畜の疫病や新型インフルエンザと思われたが、心臓発作による謎の突然死が相次ぎ、おびただしい犠牲者を出してなお病原体や対抗策は見つからず、人間社会は壊滅状態に陥る。半年後、夏の終わりには35億人の人類を含む地球上の爬虫類・両生類・魚類・円口類を除く脊椎動物が、ほとんど絶滅してしまう。
人類で生き残ったのは、南極大陸に滞在していた各国の観測隊員約1万人と、海中を航行していたために感染をまぬがれた原子力潜水艦のネーレイド号（アメリカ海軍）とT-232号（ソ連海軍）の乗組員たちだけであった。過酷な極寒の世界がウイルスの活動を妨げ、そこに暮らす人々を護っていたのである。南極の人々は国家の壁を越えて結成した「南極連邦委員会」のもとで人類再建の道を模索し、各基地の物資や技術を共有しての自給自足を試みる。そして種の存続のために女性隊員16名による妊娠・出産を管理化したほか、アマチュア無線で傍受した医学者の遺言からウイルスの正体を学び、ワクチンの研究を開始する。

### 第二部 復活の日
4年後、日本観測隊の地質学者の吉住（よしずみ）は、旧アメリカアラスカ地域への巨大地震の襲来を予測した。その地震をホワイトハウスに備わるARS（自動報復装置）が敵国の核攻撃と誤認すると、報復の核弾頭内蔵ICBMが自動的に旧ソ連全土を攻撃すること、それを受けた旧ソ連のARSも作動し、そのミサイルの目標に南極も設定されている公算が高いことが判明する。唯一の人類社会が存在する南極を守るために、吉住と米軍人のカーター少佐はARSを停止するため決死隊としてネーレイド号でワシントンへ向かい、ホワイトハウス地下の大統領危機管理センターへ侵入するが、到着寸前に地震が発生したためにARSの停止に失敗した。作戦中に毒ヘビに咬まれたカーター少佐は斃れ、吉住はソ連から飛来するであろう核ミサイルの直撃による死を覚悟する。
このアラスカ地震をきっかけに米ソ両国のARSが作動し、核ミサイルによる報復合戦で、世界は2回目の死を迎える。しかし、結果として南極はソ連の攻撃対象とされていなかった。

### エピローグ
6年後、大気中のMM-88が希薄になったことから、南極の人々は南米大陸南端への上陸を開始し、小さな集落を構えて北上の機会を待っていた。そこに、服が千切れて髪や髭はボサボサという、衰弱した放浪者が現れる。それは、核ミサイルの直撃から生き延び、ワシントンから徒歩で大陸縦断を敢行してきた吉住だった。米ソ両国のARSが作動し世界を襲った核兵器の多くは中性子爆弾であったため、その爆発に伴う強烈な中性子線の照射によって、世界中に蔓延していたMM-88ウイルスは、毒性が低いものに変異したのである。人類に死をもたらしめるためだけに存在した核兵器が、結果的に致命ウイルスを変異させて、人類最後の生き残りを南極から解放したということは皮肉であった。吉住は核爆発による放射線照射を脳に受けたことで精神を病みながらも、仲間のもとへ帰ろうとする一念で南へ歩き続け、遂に生還したのだった。
南極の人々を除いて人類は死滅したものの、地上に多くの文明の遺産が残っているおかげで、人類社会の再生は原始時代からのやり直しよりも遥かに迅速なものとなるだろう、という希望を伴った見通しとともに、物語の幕は下りる。

## 用語
MM-88
アメリカの人工衛星が宇宙空間から持ち帰った微生物をもとに、フォート・デトリック（アメリカ陸軍感染症医学研究所の通称）で生物兵器として研究されていた原種「RU-308」をイギリスに持ち出し、ポーツマス近郊の英国細菌戦研究所でグレゴール・カールスキィ教授が継代改良した88代目の菌種。MMはMartian Murderer（マーシアン・マーダラー、「火星の殺人者」の意）の頭文字、88は継代改良した菌種を意味する。
絶対低温・絶対真空の宇宙空間に存在していたMM-88は増殖・感染する核酸のみの存在であり、ブドウ球菌に似た特定の球菌を媒介としてインフルエンザウイルスを含むミクソウイルス群に寄生し、宿主となるウイルスの増殖力・感染力を殺人的に増加、大規模な蔓延を引き起こす。体内に侵入すると神経細胞の染色体に取り付き、変異を起こした神経細胞は神経伝達物質の生成と伝達を阻害、感染者は急性心筋梗塞のような発作によって死亡するか、急性全身マヒに陥って死亡する。
地球環境では摂氏マイナス10度前後から萌芽状態にもかかわらず増殖し、マイナス3度以上だと100倍以上、毒性を持ち始める摂氏5度以上ではマイナス10度段階の20億倍の速度と強烈な増殖率と、MM-88はレガシーのMM-87比で2000倍の毒性を獲得していた。
カールスキィは増殖率・感染率・致死率が高すぎるため、弱毒化したうえでの実用化を目指していたが、職業的倫理観や良心の咎め、MM-88が万が一にも外に漏れた場合の人類滅亡の可能性を思ううちにノイローゼとなり、MM-88株をチェコスロヴァキアのライザネウ教授に送り、東西合同で対抗薬品を研究・開発させることを思い立つ。しかし、職業スパイに騙されてCIAへ横流しされそうになったところ、スパイたちの乗る連絡機がイタリアのアルプス山中に墜落したことで、MM-88菌が世界に拡散。発熱・咳・頭痛・関節の痛みといった諸症状から、世間では新型インフルエンザ「チベット風邪」と思われていたが、細菌でもウイルスでもないMM-88にはワクチンも抗生物質も効果がなく、防疫体制は崩壊。マイヤー博士は、世界を襲う惨禍の正体がRU-308であることに気づいたが、世界の破滅を食い止めることはできなかった。
唯一感染をまぬがれた南極では、病原体の性質を突き止めたアメリカの医学者A・リンスキイがアマチュア無線で伝えた情報に着想を得て分離に成功したMM-88を「リンスキイ・バクテリオウィルス」と命名。南極の科学ブレーンの一員であるド・ラ・トゥール博士により、半ば偶然に発見された唯一の対抗手段は、原子炉内での中性子線照射によって生まれた人体には無害な変異体により、MM-88の増殖を抑えることだけであった。しかし、ARSの存在により、MM-88は予想外の運命を迎える。
ARS（Automatic Revenge System）
米国の狂信的な反共軍人・ガーランド中将（映画では統合参謀本部議長・大将）が反共主義のシルヴァーランド前大統領と共に造り上げたホワイトハウス・イーストウイング内大統領危機管理センターにある切り替えスイッチにより作動する「全自動報復装置」。
相互確証破壊戦略の確度を上げることを目的としたもので、システムの起動後、破壊された軍施設から一定時間の応答が無い場合、ソ連の攻撃を受けたものと見做し、報復として自動で敵国に対する全面核攻撃を実行する。MM-88の蔓延をソ連の生物兵器による攻撃とかたくなに信じ込んだガーランドは死の直前にシステムを起動させる。
ARSシステムを廃棄しようとした後任のリチャードソン大統領はガーランド以下軍内部の反共勢力の強硬な反対によって果たせず、全面軍縮を実現させてからARSを無用の長物と化そうと目論んでいたが、極秘で南極にも軍事基地を建設した反動政治家シルヴァーランドの恐怖政治で全面戦争一歩手前だったソ連側もまったく同じARSシステムを保有せざるを得ず、南極も核ミサイルの目標とされる可能性があった。
ワシントンを訪れた吉住とカーターは、起動している可能性のあるARSのスイッチを「システム停止」に切り替えようとした瞬間、地震によってアラスカの軍施設が破壊されたのをソ連の攻撃であると誤認したARSは作動し、ソ連本土への全面核攻撃を開始する。

WA5PS
病原体の性質を突き止めたアメリカの医学者A・リンスキイ（ファーストネームは頭文字のみで不明）が使用する、アマチュア局のコールサイン。エンドレステープを使い、ウイルス解析のヒントを放送し続けた。この情報が南極を守ることとなり、これを記念してMM-88を媒介する球菌に「WA5PS」の名が付けられた。
小松左京の没後、このコールサインが実際のアマチュア無線局として指定されていないことが判明し、小松左京事務所に許可を求めたうえで「小松左京記念局」として免許された。2012年10月26日の夜より、WA5PS/KH0（メキシコ国境地域で免許され、マリアナへ移動している扱い）として運用されている。

## 映画
角川春樹事務所とTBSが共同製作し、東宝が配給した1980年の日本映画。アメリカ大陸縦断ロケや南極ロケを敢行し、総製作費は24億とも25億円とも32億円ともいわれたSF大作映画である。本来は1980年の正月映画として封切り予定だったが、製作の遅れから公開に間に合わなくなり、『戦国自衛隊』が正月作品として取って代わり、本作は半年遅れで公開された。
物語の後半、原作小説では南極に核は落ちなかったが、映画版では南極の基地が核で破壊されてしまうという大きな違いがある。

### 映画版ストーリー
1983年12月、イギリスの原子力潜水艦ネレイド号は東京湾に入り、ドローンで東京の偵察を行う。ドローンから送られてきた映像は、どこも白骨死体が累々広がる死の世界だった。ラトゥール博士は採集した空気サンプルを研究のために持ち帰りたいとマクラウド艦長に訴える。最初は隔離が不可能だと却下した艦長も、放射能遮蔽の安全性を逆手に反論され、渋々認めざるを得なかった。
1982年2月、東ドイツのクラウゼ博士は米国から盗み出した研究中のMM-88の毒性と脅威を知り、ウイルス学の権威に渡してワクチン開発を依頼するためサンプルを仲介者に託す。この仲介者は実は盗まれたウイルスを回収する目的で米陸軍が差し向けた工作員で、逮捕のため突入した兵士と撃ちあいになりクラウゼは死亡。工作員たちはセスナ機に乗り猛吹雪の中低空で逃走中アルプスに墜落。サンプルを収めた容器も粉々になり、ウイルスが雪の中に散乱した。
3月、米ソ冷戦は雪解けに向かいつつあり、タカ派のランキン大佐にとって面白くない。一方、細菌学者のマイヤー博士は自分が作成に携わったMM-88というウイルスが東側に渡ったという懸念に、頭を抱えていた。ランキンの来訪にマイヤーはMM-88を奪還できたかと問うが、ランキンには工作員の消息さえ掴めていなかった。MM-88は極低温下では活動を休止しているが、気温が上がると活発化して爆発的に増殖するモンスターウイルスだった。マイヤーは元々毒性がなかったMM-88にランキンが各大学で作らせた研究成果を合わせて耐性や毒性をつけ、BC兵器として完成させていたことを問い詰める。その事実をマイヤーが告発しようとしていることを知ったランキン大佐は、軍の息のかかった精神病院にマイヤーを隔離する。
4月に入り北半球に春が訪れたが、その直後からカザフスタンでは放牧中の牛が大量死し、イタリアでは嬰児と幼児を中心に感染が広まっていく。かつてのスペインかぜに倣って「イタリア風邪」と通称された疾患は全世界に広まりつつあった。イタリア風邪の猛威の状況は、南極にも知らされていたが「まもなく収束する」という希望的観測に辰野をはじめ昭和基地の南極観測隊の隊員たちは冷ややかだった。隊長の中西は、各国の観測所と連絡を取り合い事態の把握に努めるが、ウガンダでは象も罹患したという情報に驚愕する。観測隊員で地震予知学者の吉住は、南極へ出発する前に辰野の妻の友人で恋人の則子から妊娠と別れを切り出されたことを思い出していた。その頃、看護婦として患者の対応に追われていた則子は疲労が祟り、吉住との子を流産してしまう。世界各地で勃発する暴動に、米国大統領リチャードソンは事態を重く見て閣僚たちと対応策を練るが、爆発的な感染にワクチン精製が追いつかず、そのワクチンもイタリア風邪の分析したものではなかった。タカ派の米軍統合参謀本部議長・ガーランド将軍は示威目的で自動報復システム（ARS）の起動を進言するが、そこへホットラインを通してソ連首相がイタリア風邪で病死したという知らせが届く。
恐るべき致死率のイタリア風邪は、各国主要都市を次々に壊滅させていく。7月には日本で戒厳令が発令され、死者が3,000万人を超えた。8月には日本と南極の通信も途絶え、辰野ら家族を日本に残す隊員たちの動揺は増すばかりである。そんな中、ニューメキシコ州からとある少年の通信が昭和基地に届くが、無線機の扱いを知らない（デスクマイクの送信ボタンを押したままロックさせてしまい、受信状態に戻せない）彼の通信は銃声で終わった。解決の糸口が見えない中、上院議員バークレイは遺伝子操作によってウイルスを開発する「フェニックス計画」の存在とMM-88が盗み出された事実をリチャードソンに暴露し、マイヤーを救出する。ガーランドはランキン大佐を解任し、再びARSの起動を進言するが、リチャードソンは再び拒絶する。情報を公開すべきと主張するマイヤーと極秘にするというリチャードソンは対立するが、そこへリチャードソンの妻も感染したという知らせが届く。
9月、死屍累々となった病院を飛び出した則子は、辰野の家で息絶えた辰野の妻と虫の息の息子を見つけ、モーターボートで外海に飛び出した。辰野の息子の叫びは南極に届くことはなかったが、その頃辰野の動揺は頂点に達し、妻子の写真を抱え南極の大地に姿を消した。リチャードソンは政敵バークレイと過去を語り合う中、南極にあるパーマー基地の存在を思い出す。基地の健在を知ったリチャードソンはバークレイの死を見届け、最後の大統領令として、南極に残る各国基地の越冬隊だけが最後に残された人類であると無線を通じてアメリカ隊に語り、外出や侵入者を許すなと命令した。無線を終えた直後に現れたガーランド将軍は、なおもARSの作動を進言し、リチャードソンの死をきっかけに独断でホワイトハウス地下の司令センターに赴き、ARSを作動させる。
11月、新たに発足した南極政府の会議におもむくため、中西隊長と吉住はパーマー基地を目指す途中、ノルウェー基地で口論の果てに発生した銃撃戦から唯一まぬがれていた、臨月間近の女性隊員マリトを保護する。米軍のコンウェイ提督とソ連のボロジノフ博士は互いの遺恨を忘れて南極会議の中心に立ち、ノルウェー基地の吉住からは子供の無事誕生が伝えられた。子供はノルウェー語で「日の出」を意味する「Gry（グリー）」と名付けられた。
しかし、男性に対する女性の割合があまりにも少なすぎることからレイプ事件が起き、女性は貴重な資源として南極政府は性交渉を管理することとなる。さらにソ連の原子力潜水艦T-232が救助を求めて寄港するが、艦内に感染者を抱えていた。寄港を許可できないと退けるボロジノフ博士に対し、艦長代理のスミノルフ少尉は上陸を強行しようとする。その窮地に現れた英国の原子力潜水艦ネレイド号はソ連の原潜を撃沈すると、航海を続けるために去ろうとするが、感染者が出ていないことを確認されて上陸を許可される。
ここで場面は1983年12月に戻る。ネレイド号が東京から帰還し、乗員たちを新たに加えた南極政府はクリスマスを迎えた。マリトと再会した吉住は彼女への好意を意識するが、マリトはクジで選ばれた別の男性と一夜を過ごす。2人が窓の外で見たのは、雪で地蔵を作る吉住の姿だった。
MM-88の脅威はなおも健在であり、ラトゥール博士がそのサンプルと向き合う中、吉住の研究から新たな脅威の種が見つかった。それは、まもなくワシントンD.C.の近郊でマグニチュード8級の巨大地震が発生するというものだった。遠く離れた南極とは無関係と思われたが、マクラウドはARS（全自動報復装置 (Automatic Reaction System)）の作動を確認しており、核攻撃と誤認して報復用のICBMが発射される。そしてソ連にもARSがあり、しかもソ連のICBMはパーマー基地をも照準しているのだ。発射を阻止するための決死隊の人選が行われ、カーターはこんなものは馬鹿げていると志願し、吉住は自分が選ばれたと嘘をついて同行を申し入れる。カーターは吉住の理解しがたい行動に暴力をもって説得しようとするが、吉住の決意は変わらなかった。基地に帰った吉住は、仲間からの粋な計らいにより、マリトと最後の一夜を過ごす。
ラトゥール博士はウイルスに放射線照射を行いワクチンとして有望な毒性の無い変異株を作り出した。女性を中心とした一団は砕氷船で避難する。カーターと吉住はラトゥール博士から渡された試作品を接種し、ネレイド号で大西洋からポトマック川をさかのぼってホワイトハウスに潜入する。すでに前震は始まっており、地下にある司令センターに向かう途中カーターは重傷を負い動けなくなる。吉住はARSのコントロールパネルがある司令センターについに到着したが、ガーランドの死骸に足止めされて一瞬間に合わず、ついにICBMが発射される。ソ連の報復システムも攻撃を開始し世界中で核が爆発。パーマー基地も粉砕され、世界は二度目の死を迎える。
数年後、ワクチンが効いたのか核爆発の放射線がウイルスに変化をもたらしたのか、ただ1人生き残った吉住は、アメリカ大陸を徒歩で縦断していた。精神を病み死者の声を聞いても歩みを止めなかった吉住は、やがてチリ南端にある湖畔へたどり着く。そこは、核攻撃から避難していたマリトやラトゥールたちの作った集落だった。

### キャスト
（括弧内＝TBS放送時の吹替）※ソフト未収録。
南極日本隊
- 吉住周三：草刈正雄（本人吹替）
- 辰野保男：渡瀬恒彦（本人吹替）
- 中西隊長：夏木勲（本人吹替）
- 山内博士：千葉真一（本人吹替）
- 真沢隆司：森田健作
- 松尾明正：永島敏行
- 隊員：角川春樹、高月忠、畑中猛重、五野上力、幸英二

南極アメリカ隊
- コンウェイ提督：ジョージ・ケネディ（大宮悌二）
- カーター少佐：ボー・スベンソン（羽佐間道夫）
- サラ・ベーカー：ステファニー・フォークナー
- 女性隊員：ジュリー・カーナー、ダニエル・シュナイダー、ローラ・ペニングトン、ダイアン・ラスコウ、パット・レゴー
- 無線係：ニコラス・キャンベル（田中亮一）

南極ソ連隊
- ボロジノフ博士：クリス・ウィギンス（阪脩）
- ネフスキー大佐：ジョン・エヴァンス（千田光男）

南極ノルウェイ隊
- マリト：オリビア・ハッセー（武藤礼子）
- グリィ：ジョアン・ベルダム

各国南極観測隊
- ロペス大尉：エドワード・J・オルモス（谷口節）
- ラトゥール博士：セシル・リンダー（滝口順平）
- イルマ・オーリッチ博士：イブ・クロフォード（弥永和子）
- チュロウイッツ博士：ジョン・グラニック
- ギロン少佐：アラ・ホバネシアン
- バーンズ博士：テッド・フォローズ
- キング中佐：ジョン・べエイリス
- エイハブ無線士：ウィリアム・ロス

ネレイド号乗組員
- マクラウド艦長：チャック・コナーズ（大塚周夫）
- ジョーンズ大尉：ケン・カメルウ
- 航海士：マット・ハーソン
- 無線係：ゴードン・トンプソン
- 水兵：ジョン・ルター、アルフレッド・ハンフリーズ、マイケル・トウー

T232号乗組員
- スミノルフ少尉：ジャン・ムジンスキー（玄田哲章）
- 電探係：チャールズ・ノースコート

日本本土
- 浅見則子：多岐川裕美
- 辰野好子：丘みつ子
- 辰野旭：加瀬悦孝
- 土屋教授：緒形拳
- 田所助教授：木島一郎
- 助手：野口貴史
- 別の助手：小林稔侍
- 看護婦：日夏たより、伊藤慶子、五十嵐知子、佐藤幸子
- 母親：中原早苗
- その子：渡辺有希子

アメリカ
- リチャードソン大統領：グレン・フォード（田中信夫）
- バークレイ上院議員：ロバート・ボーン（矢島正明）
- ガーランド統合参謀本部議長（アメリカ陸軍大将）：ヘンリー・シルバ（小林清志）
- リード国務長官：ダン・キピイ
- モリソン国防長官：ラリイ・レイノルズ
- ワット保健長官：デヴィット・ガードナー
- シモンズ補佐官：ウィリアム・ビニイ
- ランキン大佐：ジョージ・トウリアトス（緑川稔）
- マイヤー博士：スチュアート・ギラード（和田啓）
- ロジャース博士：ロン・ハートマン
- 看護夫：ロジャー・ペリアード、ポウル・マッカラム、ステファン・ロックウッド
- ランキンの運転手：チャールズ・D・ジョージオ
- スパイZ：コリン・フオックス
- 巨漢：ジェファーソン・マピン
- 小男：リチャード・アイレス
- 操縦士：ディック・グラント
- TVナレーター：ヘンリー・ラメール
- ニューメキシコの少年（声）：マルチェロ・クラコフ
- スタントマン：ジョージ・ウィルバー、テリー・マーティン

ソ連
- 少年牧夫：テイラー・ミラー

東ドイツ
- クラウゼ博士：ケン・ポーグ
- 衛兵：マーチン・ドンレビィー
- 憲兵将校：ジム・ビーアデン
- 憲兵：ウオーリィー・ボンダレンコ

その他吹替
- 宮田光
- 加藤正之
- 村松康雄
- 峰恵研
- 鈴木れい子

### スタッフ
- 製作：角川春樹
- 監督：深作欣二
- 原作：小松左京（角川文庫版）
- プロデューサー：岡田裕、大橋隆
- 脚本：高田宏治、深作欣二、グレゴリー・ナップ
- 撮影：木村大作
- 撮影補佐：岸本正広
- 照明：望月英樹
- 美術：横尾嘉良
- 美術助手：小川富美夫
- 録音：紅谷愃一
- 編集：鈴木晄
- 記録：小山三樹子
- 演出補佐：高須準之助
- 制作担当：長岡功、スーザン・ルイス、天野勝正
- 助監督：藤山顕一郎、吉田一夫、手塚昌明、ジェシー西畑
- 音楽プロデューサー：テオ・マセロ（英語版）
- 音楽：羽田健太郎
- 音楽監督：鈴木清司（鈴木音楽事務所）
- 音楽監督補佐：高桑忠男（東映音楽出版）
- 主題歌:ジャニス・イアン「ユー・アー・ラブ（Toujours gai mon cher）」（日本コロムビア）
  - 作詞：ジャニス・イアン
  - 作曲：テオ・マセロ
- 翻訳：清水俊二、戸田奈津子
- 現像：東洋現像所、フィルムハウス（トロント）
- 角川春樹事務所・東京放送（現・TBSホールディングス）提携作品

- 吹替版制作：東京放送、グロービジョン
  - プロデューサー：熊谷国雄
  - 演出：左近允洋
  - 翻訳：額田やえ子

### 企画
本作より以前、1965年に映画化企画があがっていたが、合作でないと日本では無理との東宝の判断で英訳され、20世紀フォックスへ渡されている。その後、当時フォックスに出入りしていたマイケル・クライトンが4年後の1969年に類似テーマの『アンドロメダ病原体』を出版してベストセラーとなり、映画化（日本語題『アンドロメダ…』）もされ、小松を驚嘆させた。
1973年にも東宝映像により『日本沈没』に続く大作路線として企画の候補に挙がっていたが、脚本を依頼された関沢新一は予算に収まる規模ではないとしてこれを断り、立ち消えとなっていた。
1970年代、角川春樹が社長に就任した角川書店では角川文庫を古典中心からエンターテインメントに路線変更を図り、特に日本のSF小説に力を入れていた。本作も早川書房から刊行されていたものを、1975年に角川文庫から再刊した。また当時、角川は映画製作事業も開始しており、いわゆる角川映画の一作として白羽の矢が立った。角川春樹は社長に就任するとすぐ小松に文庫化を依頼し、映画化の際には小松に「これを映画化するために会社を継いだ」と語ったという。小松は「映画に手を出すと角川書店は潰れるぞ」「これが映画に出来るわけがないだろ。映画にならないイメージを小説の形で表現したものだから」と返したが、角川は「必ずします」と譲らなかった。角川春樹は自著でも「映画製作を行うようになったのは『復活の日』がきっかけ」、「この作品を作ることができれば、映画作りを辞めてもいいと。それくらいの想いがありました」と述べている。
企画開発は1974年に始まる。海外展開を視野に原作を英訳し、ジョン・フランケンハイマーやジョルジ・パン・コストマスらパニック映画の監督にシノプシスを送ったが関心を得られず、角川春樹はヤクザ映画を多く撮ってきたからミスマッチという周囲の猛反対の声を聞かず、深作欣二を監督に起用する。撮影監督には、東宝専属だった木村大作が起用された。小松左京の『日本沈没』を監督した森谷司郎もこの映画をやりたがっていたが、「監督は深作欣二か。大作と合うよ」と、『動乱』『漂流』で起用予定だった木村を送り出した。そのほか、深作のもとで日活と東宝と東映からなる日本人スタッフとカナダ人の混成チームが組まれた。製作費は東京放送（現TBS）からの出資金8億を含めた20億円で、それまでの日本映画で最大の金額となった。
キャスティングもジョージ・ケネディやオリヴィア・ハッセーら外国人俳優が共演したため、英語の台詞が多用された。

### 撮影
1978年冬に90日間、5千万円をかけたロケハンを敢行し、撮影には1年以上をかけ、日本国外のロケに費やした日数は200日、移動距離14万km、撮影フィルム25万フィートを数えた。撮影隊はアメリカ大陸の北はアラスカから南はチリまで移動し、マチュ・ピチュ遺跡でも撮影を行った。
35mmムービーカメラで南極大陸を撮影したのは、この映画が世界初である。南極ロケについては40日をかけ、それだけで6億円の予算がかかった。当初は、日本の北海道ロケで済まそうという話もあったが、木村大作はそれなら降りると主張し、深作欣二のこだわりもあって、南極ロケが実施された。小松も当初、角川から「南極シーンのロケは、グリーンランドかアラスカでおこなう予定だが」と聞かされたが、小松は「南極は"観光"で行けるんだよ」として「深作さんとカメラマンだけでいいから、本物の南極のイメージをとらえておいてほしい」と意見し、「イメージハンティングが本格的なロケハンになって驚いた」という。
南極ロケでは、チリ海軍から本物の潜水艦シンプソンと哨戒艦ピロート・パルドをチャーターした。1979年12月末、撮影スタッフや観光ツアー客の住まいとなった耐氷客船リンドブラッド・エクスプローラー号が座礁・浸水し、チリ海軍に乗員が救出されるという事故が発生した。共同通信の記者が乗り込んでいたことから一般ニュースとして日本で報道され、『ニューヨーク・タイムズ』の1面でも報じられるなど、話題には事欠かなかった。世界各地の様子を知るため、昭和基地のアマチュア無線で情報収集をする様子が描かれている。ロケに同行していた製作宣伝の富山省吾は、当時の角川映画は宣伝のために座礁の記事をヤラセで書いたと思われていたといい、帰国後すぐに会見を開いた。
国内ロケでは南アメリカの海岸に見立てていすみ市の釣師海岸でロケーション撮影を行っているが、釣師海岸は深作欣二が『風来坊探偵 岬を渡る黒い風』、『軍旗はためく下に』、『魔界転生』でも撮影している。
壮大なスケールの原作の映像化にふさわしく、当初は14億円から15億円の予定だった製作費は、南極ロケによって18億円に達した後、最終的には25億円に達した。

### 反響・評価
1980年の邦画興行成績では黒澤明監督作品『影武者』に次ぐ24億円の配給収入を記録するヒット作となるものの、製作費が巨額だったため、宣伝費などを勘案すると赤字であったとされる。本作がきっかけとなり、角川映画は1970年代の大作志向から、1980年代は薬師丸ひろ子ら角川春樹事務所の所属俳優が主演するアイドル路線のプログラムピクチャーに転換した。アメリカ人スタッフによる編集で海外版を制作したものの、海外セールスは好調とはいかなかったとされる。角川は海外展開が失敗した理由に、物語が日本人視点で描かれ、日本的な情緒やウェットなキャラクターが通用しなかったことや、日本人俳優の英語レベルの低さ、海外展開を仲介したブローカーに収益の全てを持っていかれたこと等を挙げている。
角川春樹は「配収は自分が予想したよりも全然少なかった。それに海外マーケットが成立しませんでした」「自分の夢は一旦成立し、これで勝負は終わったんだと。ここから先は、利益を上げる映画作りへシフトしようと考え方を変えたんです」と振り返っている。
これまでに『日本沈没』『エスパイ』などが映画化されている小松は本作を非常に気に入っており、自作の映画化作品で一番好きだという。深作ファンだった井筒和幸は作品の出来に落胆し、押井守は「小松左京は『日本沈没』を除けば映画化に恵まれなかった」との感想を述べている。
福山雅治は小中学生の頃に本作を夢中で観て、今でも忘れられない作品のひとつに挙げており、「何回も観に行くほど好きでしたね。SF小説の大家である小松左京さんの原作で、草刈正雄さんが主演でした。（中略）子供ながらに震えるような興奮があったのを覚えていますね。正直怖かったんですよ、ものすごいリアリティのあるストーリーだったんで。でも怖いからこそ観たいっていう気持ちが強かったですね」と答えている（TOKYO FM『福のラジオ』2022年9月24日放送分より）。
角川と共同製作したTBSは、1980年4月から放送した連続テレビドラマ『港町純情シネマ』の第10回「復活の日」(1980年6月27日放送)で、西田敏行演じる映写技師が本作の場面を流すタイアップを行なった。放送日は映画公開前日だった。
2011年3月16日と3月20日にV☆パラダイスで放送予定していたが、直前に起こった東日本大震災への考慮で放送中止となった。
2012年に「角川ブルーレイ・コレクション」の一作品としてBD化され、2016年に木村大作の監修によるデジタル修復が4K解像度で行われた後、2017年には4K UHD Blu-rayも発売された。

### 受賞歴など
- 第54回キネマ旬報ベスト・テン 読者ベスト・テン 第4位
- ブルーリボン賞 ベストテン[要出典]
- 優秀映画鑑賞会ベストテン
- シティロード 読者選出ベストテン
- 文化庁優秀映画製作奨励金交付作品
- 第35回毎日映画コンクール
  - 日本映画優秀賞
  - 録音賞（紅谷愃一）
- 第4回日本アカデミー賞
  - 最優秀録音賞（紅谷愃一）
  - 優秀監督賞（深作欣二）
  - 優秀音楽賞（羽田健太郎）
  - 優秀撮影賞（木村大作）
  - 優秀照明賞（望月英樹）
  - 優秀美術賞（横尾嘉良）